# Карпентье, Питер де
Питер де Карпентье (нидерл. Pieter de Carpentier; 19 февраля 1586/1588 — 1659) — пятый генерал-губернатор Голландской Ост-Индии.

## Биография
Питер де Карпентье родился в 1586 (по другим данным — в 1588) году в Антверпене, вскоре после того, как Республика Соединённых Провинций Нидерландов получила независимость от Испании. Его дядя по материнской линии, Луи Дельбек (нидерл. Louis Delbeecque) входил в число основателей Голландской Ост-Индской компании. С 1603 года изучал философию в Лейденском университете.
В 1616 году он отплыл на корабле De Getrouwheid в Голландскую Ост-Индию. В колонии занимал ряд важных должностей, в том числе генерального директора торговли, члена Совета Индий и члена Совета обороны. С 1 февраля 1623 по 30 сентября 1627 года был генерал-губернатором колонии. В его правление началось активное строительство в Батавии, ставшей административным центром Голландской Ост-Индии — были построены ратуша и несколько церквей, основана школа, создан приют. Также при Карпентье были установлены торговые отношения между колонией и Цейлоном, заключён договор с малабарским султаном.
12 ноября 1627 года Питер де Карпентье отплыл из Ост-Индии на пяти торговых судах и 3 июня 1628 года прибыл в Голландию. В октябре 1629 года он был введён в состав совета Голландской Ост-Индской компании.
Питер де Карпентье умер 5 сентября 1659 года в Амстердаме и был похоронен в Вестеркерке.

## Личная жизнь
2 марта 1630 года Питер де Карпентье женился на Марии Равевелт (нидерл. Maria Ravevelt) из Мидделбурга. В сентябре 1641 года его жена умерла и была похоронена в Амстердаме. У них было семеро детей.

## Память
Голландские мореплаватели Ян Карстенсон и Виллем ван Колстердт, назвали залив, открытый ими в 1623 году на северном побережье Австралии, в честь генерал-губернатора Карпентье — Карпентария.